# Приморац, Боро
Боро Приморац (босн. Boro Primorac; род. 5 декабря 1954, Мостар) — югославский футболист, защитник; югославский и боснийский тренер.

## Карьера
Приморац играл на позиции центрального защитника, в конце 1970-х годов являлся капитаном сборной Югославии. Играл за «Вележ» и «Хайдук» (Сплит) под пятым номером.
Приморац работал главным ассистентом французского специалиста Арсена Венгера в английском клубе «Арсенал». Он начал сотрудничество с Венгером в японском клубе «Нагоя Грампус», а затем перешёл вместе с ним на «Хайбери» в марте 1997 года.